# Пульпіт (меблі)

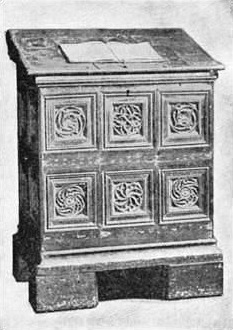
Готичний пульпіт

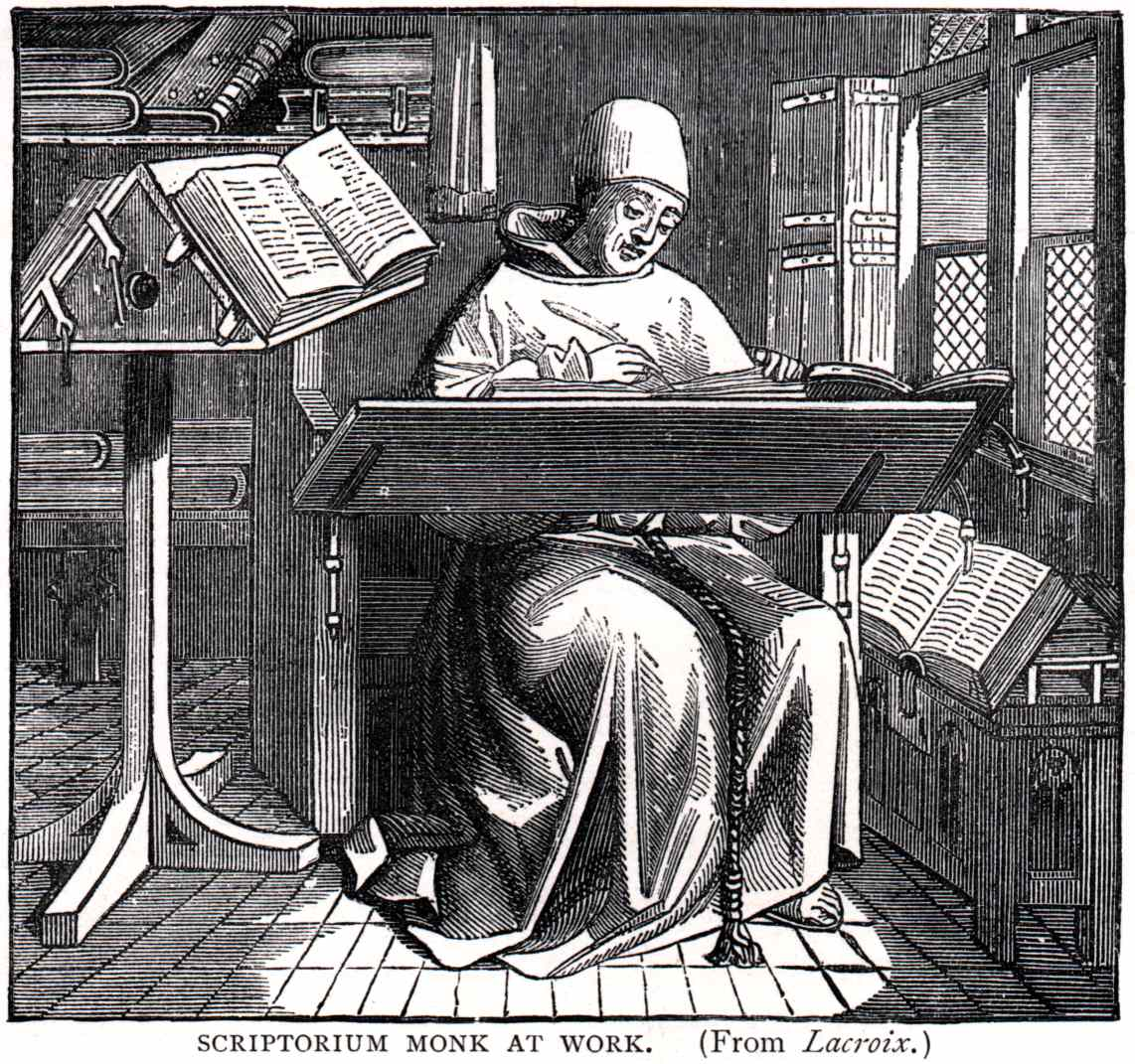
Монах-писар за роботою — поруч пульпіт

Пу́льпіт — різновид меблів на якому кладуть відкриту книгу, документ тощо, з метою його подальшого вивчення або читання в позиції стоячи.
Пульпіт як церковні меблі з часів середньовіччя набував різного вигляду. Від маленької скриньки з похилим верхом, яку ставили на столі, до шафки з шухлядками для зберігання письмового приладдя.